# Andreaeobryum
Andreaeobryum és un gènere de molses amb una sola espècie Andreaeobryum macrosporum, endèmica d'Alaska al Canadà occidental. Aquest gènere es posa en una família separada, ordre i classe entre les molses